# Liste der Mitglieder des Provinziallandtags der Rheinprovinz (25. Sitzungsperiode)
Diese Liste nennt die Mitglieder des 25. Provinziallandtages der Rheinprovinz 1877.

## Hintergrund
Der Provinziallandtag der Rheinprovinz bestand aus 75 Mitglieder, die sich in vier Kurien aufteilten. Die erste Kurie bestand aus vier Standesherren, die über Virilstimmen verfügten. Die Standesherren konnten sich vertreten lassen. Die zweite Kurie bestand aus den Vertretern der Ritterschaft, diese wurden in zwei Wahlkreisen (Regierungsbezirke Koblenz/Trier/Köln und Regierungsbezirke Aachen/Düsseldorf) gewählt. Die dritte Kurie bildeten die Vertreter der Städte. Diese wurden in indirekter Wahl bestimmt. Die vierte Kurie bildeten die Landgemeinden. Diese wählten die Vertreter in doppelt indirekter Wahl: Die Urwähler wählten Wahlmänner, diese dann Bezirkswähler. Wahlkreise waren die Landkreise. Für die Abgeordneten wurden jeweils auch Stellvertreter gewählt.
Der Provinziallandtag trat vom 4. April 1877 bis zum 21. April 1877 in Düsseldorf zusammen.

## Liste der Abgeordneten
| Kurie                                | Wahlkreis | Abgeordneter                                   | Anmerkung                                                                     |
| ------------------------------------ | --- | ---------------------------------------------- | ----------------------------------------------------------------------------- |
| Stand der Fürsten, Grafen und Herren | | Fürst Wilhelm zu Wied                          | Landtagsmarschall                                                             |
| Stand der Fürsten, Grafen und Herren | | Fürst Alfred zu Salm-Reifferscheidt-Dyck       | Dyk bei Neuss                                                                 |
| Stand der Fürsten, Grafen und Herren | | Fürst Alfred von Hatzfeldt                     |                                                                               |
| Stand der Fürsten, Grafen und Herren | | Fürst Ernst zu Solms-Braunfels                 | Graf Max zu Stolberg-Wernigerode                                              |
| Ritterschaft                         | Aachen/Düsseldorf | Freiherr Friedrich von Bourscheidt             | Haus Rath                                                                     |
| Ritterschaft                         | Aachen/Düsseldorf | Freiherr Georg von Eerde                       | Landrat, Geldern                                                              |
| Ritterschaft                         | Koblenz/Trier/Köln | Freiherr Franz Adolph Josef von Fürstenberg    | Schloss Loersfeld                                                             |
| Ritterschaft                         | Koblenz/Trier/Köln | Graf Gisbert Egon von Fürstenberg-Stammheim    | Schloss Stammheim                                                             |
| Ritterschaft                         | Aachen/Düsseldorf | Graf Arthur von Goltstein                      | Schloss Breill                                                                |
| Ritterschaft                         | Koblenz/Trier/Köln | Freiherr Theodor Geyr von Schweppenburg        | Kammerherr, Wiesenthal, Vizelandtagsmarschall                                 |
| Ritterschaft                         | Aachen/Düsseldorf | Freiherr Friedrich Geyr von Schweppenburg      | Müddersheim                                                                   |
| Ritterschaft                         | Aachen/Düsseldorf | Rudolph Geyr von Schweppenburg                 | Haus Caen, als Stellvertreter                                                 |
| Ritterschaft                         | Aachen/Düsseldorf | Bruno von Heister                              | Düsseldorf                                                                    |
| Ritterschaft                         | Koblenz/Trier/Köln | Ernst von Hymmen                               | Endenich                                                                      |
| Ritterschaft                         | Aachen/Düsseldorf | Graf Alfred von Hompesch                       | Kammerherr, Schloss Rurich                                                    |
| Ritterschaft                         | Aachen/Düsseldorf | Freiherr Clemens von Hövel                     | Herbeck bei Aachen, als Stellvertreter                                        |
| Ritterschaft                         | Koblenz/Trier/Köln | Eugen von Loë                                  | Landrat, Siegburg                                                             |
| Ritterschaft                         | Koblenz/Trier/Köln | Clemens von Loë                                | Schloss Wissen                                                                |
| Ritterschaft                         | Aachen/Düsseldorf | Graf Johann Wilhelm von Mirbach                | Harff                                                                         |
| Ritterschaft                         | Aachen/Düsseldorf | Hermann Seul                                   | Direktor der Rheinischen Provinzial Feuersocietät, Düsseldorf                 |
| Ritterschaft                         | Koblenz/Trier/Köln | Friedrich von Solemacher-Antweiler             | Grünhaus                                                                      |
| Ritterschaft                         | Aachen/Düsseldorf | Graf Rudolf von Schaesberg                     | Schloss Krickenbeck                                                           |
| Ritterschaft                         | Aachen/Düsseldorf | Freiherr Franz von dem Bottlenberg gen. Schirp | Schloss Baldeney                                                              |
| Ritterschaft                         | Aachen/Düsseldorf | Graf Ernst von der Schulenburg-Ofte            | Schloss Oefte                                                                 |
| Ritterschaft                         | Koblenz/Trier/Köln | Franz von Spee                                 | Bürgermeister, Cromfort, als Stellvertreter                                   |
| Ritterschaft                         | Koblenz/Trier/Köln | Freiherr Edmund von Spies-Büllesheim           | Kammerherr, Haus Hull                                                         |
| Ritterschaft                         | Koblenz/Trier/Köln | Freiherr Adolph von Steffens                   | Geheimer Legationsrat, Eschweiler                                             |
| Ritterschaft                         | Koblenz/Trier/Köln | Freiherr Max Felix von Wolff-Metternicht       | Gracht                                                                        |
| Ritterschaft                         | Aachen/Düsseldorf | Freiherr Ludolf von Wenge-Wulffen              | Major a. D., Haus Overbach                                                    |
| Städte                               | Monschau, Eupen, Malmédy, St. Vith | Joseph Beckmann                                | Lederfabrikant und Stadtverordneter, Malmédy                                  |
| Städte                               | Koblenz | Nicolaus Bremig                                | Advokat-Anwalt und Stadtverordneter, Koblenz                                  |
| Städte                               | Düsseldorf | Heinrich Courth                                | Advokat-Anwalt, Düsseldorf                                                    |
| Städte                               | Ratingen, Kaiserswerth, Angermund mit Gerresheim, Mettmann, Langenberg mit Hardenberg, Wülfrath, Velbert, Kronenberg, Steele, Hilden   | Gottfried Friedrich Conze                      | Beigeordneter und Seidenfabrikant, Langenberg                                 |
| Städte                               | Ehrenbreitstein, Vallendar, Bendorf, Neuwied, Linz, Wetzlar, Braunfels                                                                 | Johann Wilhelm Caesar                          | Kaufmann, Neuwied                                                             |
| Städte                               | Elberfeld | Theodor Dietze                                 | Kaufmann und Beigeordneter, Elberfeld                                         |
| Städte                               | Barmen | Wilhelm von Eynern                             | Kaufmann, Barmen                                                              |
| Städte                               | Solingen, Remscheid, Dorp, Gräfrath, Wald, Höhscheid mit Merscheid, Burscheid mit Leichlingen, Opladen mit Neukirchen, Hitdorf         | Carl Friederichs                               | Kaufmann und Beigeordneter, Remscheid                                         |
| Städte                               | Aachen | Constantin Franoux                             | Kaufmann und Stadtverordneter, Aachen                                         |
| Städte                               | Jülich, Eschweiler, Heinsberg, Erkelenz, Geilenkirchen mit Hünshoven, Linnich                                                          | Johann Gymnich                                 | Landgerichtsassessor a. D., Premier-Leutnant und Bürgermeister von Eschweiler |
| Städte                               | Lennep, Ronsdorf, Lüdringhausen, Radevormwald, Burg, Hückeswagen, Wermelskirchen                                                       | August Wilhelm Holthaus                        | Kaufmann, Ronsdorf, als Stellvertreter                                        |
| Städte                               | Köln | Jakob Horst                                    | Rentner und Stadtverordneter, Köln                                            |
| Städte                               | Deutz, Mülheim am Rhein, Gladbach, Gummersbach, Wipperfürth, Siegburg, Königswinter, Neustadt                                          | Wilhelm von Hövel                              | Streichgarnspinnereibesitzer aus B-Gladbach bei Mülheim am Rhein              |
| Städte                               | Krefeld | Wilhelm Jentges                                | Seidenfabrikant und Stadtverordneter, Krefeld, als Stellvertreter             |
| Städte                               | Merzig, Prüm, Bitburg, Wittlich, Bernkastel, Saarburg, Neuerburg                                                                       | Heinrich Kunz                                  | Bürgermeister, Bernkastel, als Stellvertreter                                 |
| Städte                               | Stromberg, Trarbach, Zell, Cochem, Mayen, Andernach, Ahrweiler, Sinzig, Remagen, Simmern                                               | Matthias Joseph Kreuzberg                      | Weinhändler und Stadtverordneter, Ahrweiler                                   |
| Städte                               | Köln | Wilhelm Kaesen                                 | Kaufmann und Stadtverordneter, Köln                                           |
| Städte                               | Trier | Louis Lautz                                    | Bankier, Trier                                                                |
| Städte                               | Düren, Gemünd, Stolberg, Burtscheid, Schleiden                                                                                         | Abraham Lamberts                               | Kaufmann, Burtscheid, als Stellvertreter                                      |
| Städte                               | Kleve, Wesel, Goch, Gelder, Rheinberg, Moers, Orsoy, Xanten                                                                            | Rudolph von Monschaw                           | Hauptmann a. D., Goch                                                         |
| Städte                               | Bonn, Münstereifel, Euskirchen, Zülpich, Rheinbach, Ehrenfeld                                                                          | Gustav Marcus                                  | Verlagsbuchhändler, Bonn                                                      |
| Städte                               | Neuss, Grevenbroich, Wevelinghoven, Gladbach, Viersen, Dahlen, Odenkirche, Rheydt, Uerdingen, Kempen, Süchtelen, Dülken, Kaldenkirchen | Wilhelm Prinzen                                | Kommerzienrat und Kaufmann, Stadtverordneter, M-Gladbach                      |
| Städte                               | Kreuznach, Kirn, Sobernheim, St. Goar, Boppard, Oberwinter, Bacharach, Stromberg                                                       | Victor Sahler                                  | Bankier und Beigeordneter, Kreuznach                                          |
| Städte                               | Saarlouis, Saarbrücken, St. Johann, St. Wendel, Ottweiler, Baumholder                                                                  | Carl Schlachter                                | Kaufmann, Saarbrücken                                                         |
| Städte                               | Duisburg, Mülheim an der Ruhr, Essen, Kettwig, Werden, Ruhrort, Dinslaken, Emmerich, Rees, Isselburg                                   | Ernst Waldthausen                              | Kommerzienrat, Essen                                                          |
| Landgemeinden                        | Regierungsbezirk Köln | Hermann Joseph Bardenheuer                     | Gutsbesitzer, Hauerhoff                                                       |
| Landgemeinden                        | Moers, Krefeld | Julius von Bönninghausen                       | Gutsbesitzer, Hollandshof                                                     |
| Landgemeinden                        | Daun, Prüm, Bitburg | Jacob Cremer                                   | Gutsbesitzer, Oberlauch                                                       |
| Landgemeinden                        | Regierungsbezirk Koblenz | Gustav Hirschbrunn                             | Gutsbesitzer und Beigeordneter, Obermendig                                    |
| Landgemeinden                        | Bonn, Euskirchen, Rheinbach | Franz Horster                                  | Bürgermeister a. D. und Gutsbesitzer, Hersel                                  |
| Landgemeinden                        | Altenkirchen, Wetzlar | Adolph Jagenberg                               | Gutsbesitzer, Almersbach                                                      |
| Landgemeinden                        | Jüllich, Düren | Jakob Jansen                                   | Gutsbesitzer, Binsfeld                                                        |
| Landgemeinden                        | Aachen, Geilenkirchen | Friedrich Adolph Kockerols                     | Gutsbesitzer, Leiffarth                                                       |
| Landgemeinden                        | Regierungsbezirk Düsseldorf | Felix von Loë                                  | Landrat a. D., Hassum                                                         |
| Landgemeinden                        | Koblenz, St. Goar | Johann Müller                                  | Guts- und Mühlenbesitzer, Güls                                                |
| Landgemeinden                        | Bernkastel, Wittlich | Jacob Merrem                                   | Gutsbesitzer, Kirchhof                                                        |
| Landgemeinden                        | Regierungsbezirk Düsseldorf | Arnold Maas                                    | Gutsbesitzer, Schwelgern                                                      |
| Landgemeinden                        | Eupen, Malmedy, Schleiden, St. Vith | Stephan Joseph Mattonet                        | Gutsbesitzer, St. Vith                                                        |
| Landgemeinden                        | Regierungsbezirk Köln | Hugo Mund                                      | Hauptmann a. D. und Gutsbesitzer, Brücken                                     |
| Landgemeinden                        | Regierungsbezirk Aachen | Hermann Joseph Paulssen                        | Bürgermeister, Laffeld                                                        |
| Landgemeinden                        | Saarburg, Merzig, Saarlouis | Johann Baptist Reusch                          | Gutsbesitzer, Bürgermeister und Posthalter, Lebach                            |
| Landgemeinden                        | Neuwied | Adolph Reinhard                                | Ökonom, Heddesdorf                                                            |
| Landgemeinden                        | Land- und Stadtkreis Trier | Wilhelm Rautenstrauch                          | Gutsbesitzer, Eitelsbach                                                      |
| Landgemeinden                        | Geldern, Kempen | Constantin von Ruys                            | Gutsbesitzer und Bürgermeister, Wankum                                        |
| Landgemeinden                        | Siegburg, Waldbröl | Franz Strunk                                   | Bürgermeister und Gutsbesitzer, Warth                                         |
| Landgemeinden                        | Saarbrücken, Ottweiler, St. Wendel | Robert Schmidtborn                             | Fabrikant und Gutsbesitzer, Saarbrücken                                       |
| Landgemeinden                        | Adenau, Ahrweiler, Zell | Franz Eberhard Schmitz                         | Gutsbesitzer, Eckendorf                                                       |
| Landgemeinden                        | Kreuznach, Simmern | Heinrich Trapp                                 | Ökonom, Waldböckelheim                                                        |
| Landgemeinden                        | Düsseldorf, Solingen, Mettmann, Lennep                                                                                                 | Julius Wolters                                 | Rittergutsbesitzer, Düsseldorf                                                |
| Landgemeinden                        | Kreis Köln, Bergheim | Joseph Hubert Weidt                            | Bürgermeister a. D. und Gutsbesitzer, Großkönigsdorf                          |
| Landgemeinden                        | Gladbach, Neuss, Grevenbroich | Gottfried Wahlers                              | Gutsbesitzer, Sinsteden                                                       |